# Альбавилла
Альбави́лла (итал. Albavilla, ломб. Villa / Vila) — город в Италии, расположен в регионе Ломбардия, подчинён административному центру Комо.
Население составляет 6070 человек (на 2004 г.), плотность населения — 575 чел./км². Занимает площадь 10,55 км². Почтовый индекс — 22031. Телефонный код — 00031.
Покровителем города считается святой Виктор Мавр (San Vittore). Праздник города ежегодно празднуется 9 мая.